# Індетермінізм
Індетерміні́зм (лат. indeterminatus — невизначений, необмежений) — філософське ідеалістичне вчення, що заперечує об'єктивну зумовленість явищ природи, суспільства й людської психіки, необхідний і закономірний зв'язок між ними.
Заперечує фаталізм. Протилежність — детермінізм.